# 塞琉古王朝
塞琉古王朝或稱塞流卡斯王朝（希臘語：Σελευκίδαι， ），是一個由馬其頓奧勒提斯人塞琉古一世建立的王室家族，所統治的國家塞琉古帝國統治近東和亞洲的一部分，於希臘化時代繼承阿契美尼德帝國除埃及外大部分疆土。

## 歷史

### 背景
塞琉古原是亞歷山大大帝的部將，率領馬其頓軍隊精銳部隊持盾衛隊中的「王家持盾衛隊」。前323年當亞歷山大大帝去世之後，於前321年的特里帕拉迪蘇斯分封協議塞琉古被分到巴比倫尼亞總督，然而在繼業者戰爭中亞細亞統帥安提柯迫使塞琉古自巴比倫逃離到埃及，投靠埃及總督托勒密。在托勒密的支援下塞琉古在前312年重新征服巴比倫尼亞，隨後征服波西斯、米底亞和巴克特里亞，並與印度君主旃陀羅笈多建立和約，劃定兩國紛爭。在前305年左右塞琉古自立為王，建立塞琉古帝國。前301年，塞琉古一世與馬其頓卡山德、色雷斯利西馬科斯聯合，在伊普蘇斯戰役擊殺勢力強大的安提柯一世，並瓜分其領土。在前281年的庫魯佩迪安戰役中塞琉古擊殺利西馬科斯，隨後塞琉古渡過達達尼爾海峽回到歐洲，準備返回家鄉馬其頓的路上時，他被托勒密·克勞諾斯所刺殺。塞琉古死後他的帝國由其子安條克一世所繼承。

## 塞琉古王室統治者
| 肖像 | 巴西琉斯                | 統治時間                   | 統治地區                                 | 配偶                                                    | 評價 |
| ---- | ----------------------- | -------------------------- | ---------------------------------------- | ------------------------------------------------------- | --- |
|      | 塞琉古一世              | 前305年–前281年            | 兩河流域 伊朗 巴克特里亞 敘利亞 小亞細亞 | - 阿帕瑪 - 敘利亞的斯特拉托妮可                         | 塞琉古王朝建立者。在特里帕拉迪蘇斯分封協議獲得巴比倫尼亞，以總督身分統治前320年–前315年。在前312年回歸後繼續以總督名義統治，至前305年稱王。          |
|      | 安條克一世              | 前291年–前261年            | 兩河流域 伊朗 巴克特里亞 敘利亞 小亞細亞 | 敘利亞的斯特拉托妮可                                    | 前291年被父親立為共治王，主政帝國東部上部行省區域10年。                                                                                              |
|      | 安條克二世              | 前261年–前246年            | 兩河流域 伊朗 巴克特里亞 敘利亞 小亞細亞 | - 勞迪絲一世 - 貝勒尼基                                 | 貝勒尼基是托勒密二世之女，在勞迪斯戰爭中她和她的兒子被勞迪斯一世所謀殺。                                                                             |
|      | 塞琉古二世              | 前246年–前225年            | 兩河流域 伊朗 敘利亞                     | 勞迪絲二世                                              | |
|      | 安條克·伊厄拉斯         | 約前243年–前227年          | 小亞細亞                                 |                                                         | 塞琉古二世弟弟。在兄弟戰爭中自立為王，統治小亞細亞。                                                                                                 |
|      | 塞琉古三世              | 前225年–前223年            | 兩河流域 伊朗 敘利亞                     |                                                         | 塞琉古三世被自己軍中部將刺殺。 |
|      | 阿凱夫斯                | 約前220年–前213年          | 小亞細亞                                 | 勞迪絲                                                  | 可能為塞琉古王族，他自立為王，統治小亞細亞。 |
|      | 安條克三世              | 前223年–前187年            | 兩河流域 伊朗 黎凡特 小亞細亞 色雷斯     | - 勞迪絲三世 - 哈爾基斯的優貝雅                         | 塞琉古三世的弟弟。安條克三世重新收復帝國東部和西部失土，重振塞琉古帝國並遠征希臘，但在馬格尼西亞戰役中被羅馬擊敗。                                   |
|      | 安條克                  |                            | 兩河流域 伊朗 黎凡特 小亞細亞 色雷斯     | 勞迪絲四世                                              | 安條克三世的長子，被父親立為共治王，但英年早逝。他與他的姊妹勞迪絲四世的婚姻是塞琉古王朝第一對全血緣近親結婚。                                       |
|      | 塞琉古四世              | 前187年–前175年            | 兩河流域 伊朗 黎凡特                     | 勞迪絲四世                                              | 兄長病逝後，他迎娶親姊妹勞迪絲四世為妻，並被立為共治王。                                                                                             |
|      | 安條克                  | 前175年                    | 兩河流域 伊朗 黎凡特                     |                                                         | |
|      | 安條克四世              | 前175年–前163年            | 兩河流域 伊朗 黎凡特                     | 勞迪絲四世                                              | 入侵埃及。 |
|      | 安條克五世              | 前163年–前161年            | 兩河流域 黎凡特                          |                                                         | |
|      | 德米特里一世            | 前161年–前150年            | 兩河流域 米底亞 黎凡特                   | - 阿帕瑪 ? - 勞迪絲五世?                                | 塞琉古四世和勞迪絲四世之子。 |
|      | 亞歷山大一世            | 前150年–前145年            | 兩河流域 米底亞 黎凡特                   | 克麗奧佩脫拉·特婭                                       | 宣稱是安條克四世之子。 |
|      | 德米特里二世            | 第一次統治 前145年–前138年 | 兩河流域 黎凡特                          | 克麗奧佩脫拉·特婭                                       | 德米特里一世之子。 |
|      | 安條克六世              | 前145年–前140年            | 敘利亞                                   |                                                         | 亞歷山大一世和克麗奧佩脫拉·特婭之子。 |
|      | 狄奧多特·特里豐         | 前142年–前138年            | 敘利亞                                   |                                                         | 非塞琉古王室，篡位者。原是亞歷山大一世的將軍，後成為攝政扶持小國王安條克六世，在小國王去世後自立為王。                                               |
|      | 安條克七世              | 前138年–前129年            | 兩河流域 米底亞 黎凡特                   | 克麗奧佩脫拉·特婭                                       | 德米特里一世之子，一度收復帝國東部。 |
|      | 德米特里二世            | 第二次統治 前129年–前126年 | 黎凡特                                   | 克麗奧佩脫拉·特婭                                       | 德米特里二世因被自己的王后克麗奧佩脫拉·特婭拒絕救助，而死於逃難之中。                                                                                |
|      | 年輕的安條克·埃庇法涅斯 | 前128年                    | 安條克城                                 |                                                         | 僅知錢幣。 |
|      | 亞歷山大二世            | 前128年–前123年            | 敘利亞                                   |                                                         | 德米特里二世的對立國王，他宣稱是亞歷山大一世之子。                                                                                                   |
|      | 塞琉古五世              | 前126/125年                | 腓尼基                                   |                                                         | 被自己母親克麗奧佩脫拉·特婭所謀殺。 |
|      | 克麗奧佩脫拉·特婭       | 前126年–前121年            | 腓尼基                                   |                                                         | 托勒密王室，托勒密六世的女兒，她嫁給三位國王，分別是亞歷山大一世、德米特里二世和安條克七世。是安條克六世、塞琉古五世、安條克八世和安條克九世的母親。 |
|      | 安條克八世              | 前125年–前96年             | 奇里乞亞 敘利亞 腓尼基                   | - 特里菲娜 - 克麗奧佩脫拉·塞勒涅一世                    | |
|      | 安條克九世              | 前114年–前96年             | 北敘利亞 腓尼基                          | - 克麗奧佩脫拉四世 - 布列塔妮 - 克麗奧佩脫拉·塞勒涅一世 | |
|      | 塞琉古六世              | 前96年–前95年              | 奇里乞亞 北敘利亞                        |                                                         | |
|      | 安條克十世              | 前95年–前92年或前83年      | 奇里乞亞 腓尼基 安條克城                 | 克麗奧佩脫拉·塞勒涅一世                                 | |
|      | 德米特里三世            | 前95年–前87年              | 柯里敘利亞                               |                                                         | |
|      | 安條克十一世            | 前95年–前92年              | 奇里乞亞 安條克城                        |                                                         | |
|      | 腓力一世                | 前95年–前84/83年           | 奇里乞亞 北敘利亞 腓尼基                 |                                                         | |
|      | 安條克十二世            | 前87年–前84年              | 柯里敘利亞                               |                                                         | |
|      | 塞琉古七世              | 前83年–前69年              |                                          |                                                         | |
|      | 安條克十三世            | 前69年–前64年              |                                          |                                                         | |
|      | 腓力二世                | 前65年–前63年              |                                          |                                                         | |

## 世系圖
|                                              |                                              |                                              |                                              |                                              |                                              |  |  |                                                |                                                |                                                |                                                |                                                |                                                |  |  |                                                      |                                                      |                                                      |                                                      |                                                      |                                                      |  |  | 塞琉古                                           |                                                  |                                                  |                                                  |                                                  |                                                  |  |  |                                                     |                                                     |                                                     |                                                     |                                                     |                                                     |  |  |                                                |                                                |                                                |                                                |                                                |                                                |  |  |                                                 |                                                 |                                                 |                                                 |                                                 |                                                 |  |  |                                                      |                                                      |                                                      |                                                      |                                                      |                                                      |  |  |                                                  |                                                  |                                                  |                                                  |                                                  |                                                  |  |  |
|                                              |                                              |                                              |                                              |                                              |                                              |  |  |                                                |                                                |                                                |                                                |                                                |                                                |  |  |                                                      |                                                      |                                                      |                                                      |                                                      |                                                      |  |  |                                                  |                                                  |                                                  |                                                  |                                                  |                                                  |  |  |                                                     |                                                     |                                                     |                                                     |                                                     |                                                     |  |  |                                                |                                                |                                                |                                                |                                                |                                                |  |  |                                                 |                                                 |                                                 |                                                 |                                                 |                                                 |  |  |                                                      |                                                      |                                                      |                                                      |                                                      |                                                      |  |  |                                                  |                                                  |                                                  |                                                  |                                                  |                                                  |  |  |
|                                              |                                              |                                              |                                              |                                              |                                              |  |  |                                                |                                                |                                                |                                                |                                                |                                                |  |  |                                                      |                                                      |                                                      |                                                      |                                                      |                                                      |  |  |                                                  |                                                  |                                                  |                                                  |                                                  |                                                  |  |  |                                                     |                                                     |                                                     |                                                     |                                                     |                                                     |  |  |                                                |                                                |                                                |                                                |                                                |                                                |  |  |                                                 |                                                 |                                                 |                                                 |                                                 |                                                 |  |  |                                                      |                                                      |                                                      |                                                      |                                                      |                                                      |  |  |                                                  |                                                  |                                                  |                                                  |                                                  |                                                  |  |  |
|                                              |                                              |                                              |                                              |                                              |                                              |  |  |                                                |                                                |                                                |                                                |                                                |                                                |  |  | 馬其頓的勞迪絲                                       | 馬其頓的勞迪絲                                       | 馬其頓的勞迪絲                                       | 馬其頓的勞迪絲                                       | 馬其頓的勞迪絲                                       | 馬其頓的勞迪絲                                       |  |  | 安條克 出身馬其頓的 奧勒提斯                     | 安條克 出身馬其頓的 奧勒提斯                     | 安條克 出身馬其頓的 奧勒提斯                     | 安條克 出身馬其頓的 奧勒提斯                     | 安條克 出身馬其頓的 奧勒提斯                     | 安條克 出身馬其頓的 奧勒提斯                     |  |  | 托勒密 亞歷山大大帝的 近身護衛官                    | 托勒密 亞歷山大大帝的 近身護衛官                    | 托勒密 亞歷山大大帝的 近身護衛官                    | 托勒密 亞歷山大大帝的 近身護衛官                    | 托勒密 亞歷山大大帝的 近身護衛官                    | 托勒密 亞歷山大大帝的 近身護衛官                    |  |  |                                                |                                                |                                                |                                                |                                                |                                                |  |  |                                                 |                                                 |                                                 |                                                 |                                                 |                                                 |  |  |                                                      |                                                      |                                                      |                                                      |                                                      |                                                      |  |  |                                                  |                                                  |                                                  |                                                  |                                                  |                                                  |  |  |
|                                              |                                              |                                              |                                              |                                              |                                              |  |  |                                                |                                                |                                                |                                                |                                                |                                                |  |  | 馬其頓的勞迪絲                                       | 馬其頓的勞迪絲                                       | 馬其頓的勞迪絲                                       | 馬其頓的勞迪絲                                       | 馬其頓的勞迪絲                                       | 馬其頓的勞迪絲                                       |  |  | 安條克 出身馬其頓的 奧勒提斯                     | 安條克 出身馬其頓的 奧勒提斯                     | 安條克 出身馬其頓的 奧勒提斯                     | 安條克 出身馬其頓的 奧勒提斯                     | 安條克 出身馬其頓的 奧勒提斯                     | 安條克 出身馬其頓的 奧勒提斯                     |  |  | 托勒密 亞歷山大大帝的 近身護衛官                    | 托勒密 亞歷山大大帝的 近身護衛官                    | 托勒密 亞歷山大大帝的 近身護衛官                    | 托勒密 亞歷山大大帝的 近身護衛官                    | 托勒密 亞歷山大大帝的 近身護衛官                    | 托勒密 亞歷山大大帝的 近身護衛官                    |  |  |                                                |                                                |                                                |                                                |                                                |                                                |  |  |                                                 |                                                 |                                                 |                                                 |                                                 |                                                 |  |  |                                                      |                                                      |                                                      |                                                      |                                                      |                                                      |  |  |                                                  |                                                  |                                                  |                                                  |                                                  |                                                  |  |  |
|                                              |                                              |                                              |                                              |                                              |                                              |  |  |                                                |                                                |                                                |                                                |                                                |                                                |  |  |                                                      |                                                      |                                                      |                                                      |                                                      |                                                      |  |  |                                                  |                                                  |                                                  |                                                  |                                                  |                                                  |  |  |                                                     |                                                     |                                                     |                                                     |                                                     |                                                     |  |  |                                                |                                                |                                                |                                                |                                                |                                                |  |  |                                                 |                                                 |                                                 |                                                 |                                                 |                                                 |  |  |                                                      |                                                      |                                                      |                                                      |                                                      |                                                      |  |  |                                                  |                                                  |                                                  |                                                  |                                                  |                                                  |  |  |
|                                              |                                              |                                              |                                              |                                              |                                              |  |  |                                                |                                                |                                                |                                                |                                                |                                                |  |  |                                                      |                                                      |                                                      |                                                      |                                                      |                                                      |  |  |                                                  |                                                  |                                                  |                                                  |                                                  |                                                  |  |  |                                                     |                                                     |                                                     |                                                     |                                                     |                                                     |  |  |                                                |                                                |                                                |                                                |                                                |                                                |  |  |                                                 |                                                 |                                                 |                                                 |                                                 |                                                 |  |  |                                                      |                                                      |                                                      |                                                      |                                                      |                                                      |  |  |                                                  |                                                  |                                                  |                                                  |                                                  |                                                  |  |  |
|                                              |                                              |                                              |                                              |                                              |                                              |  |  |                                                |                                                |                                                |                                                |                                                |                                                |  |  | 1.阿帕瑪 斯皮塔米尼斯的女兒                          | 1.阿帕瑪 斯皮塔米尼斯的女兒                          | 1.阿帕瑪 斯皮塔米尼斯的女兒                          | 1.阿帕瑪 斯皮塔米尼斯的女兒                          | 1.阿帕瑪 斯皮塔米尼斯的女兒                          | 1.阿帕瑪 斯皮塔米尼斯的女兒                          |  |  | 塞琉古一世 塞琉古帝國 巴西琉斯 前305年–前281年   | 塞琉古一世 塞琉古帝國 巴西琉斯 前305年–前281年   | 塞琉古一世 塞琉古帝國 巴西琉斯 前305年–前281年   | 塞琉古一世 塞琉古帝國 巴西琉斯 前305年–前281年   | 塞琉古一世 塞琉古帝國 巴西琉斯 前305年–前281年   | 塞琉古一世 塞琉古帝國 巴西琉斯 前305年–前281年   |  |  | 2.斯特拉托妮可 馬其頓國王 德米特里一世之女          | 2.斯特拉托妮可 馬其頓國王 德米特里一世之女          | 2.斯特拉托妮可 馬其頓國王 德米特里一世之女          | 2.斯特拉托妮可 馬其頓國王 德米特里一世之女          | 2.斯特拉托妮可 馬其頓國王 德米特里一世之女          | 2.斯特拉托妮可 馬其頓國王 德米特里一世之女          |  |  | 狄迪墨婭                                       | 狄迪墨婭                                       | 狄迪墨婭                                       | 狄迪墨婭                                       | 狄迪墨婭                                       | 狄迪墨婭                                       |  |  |                                                 |                                                 |                                                 |                                                 |                                                 |                                                 |  |  |                                                      |                                                      |                                                      |                                                      |                                                      |                                                      |  |  |                                                  |                                                  |                                                  |                                                  |                                                  |                                                  |  |  |
|                                              |                                              |                                              |                                              |                                              |                                              |  |  |                                                |                                                |                                                |                                                |                                                |                                                |  |  | 1.阿帕瑪 斯皮塔米尼斯的女兒                          | 1.阿帕瑪 斯皮塔米尼斯的女兒                          | 1.阿帕瑪 斯皮塔米尼斯的女兒                          | 1.阿帕瑪 斯皮塔米尼斯的女兒                          | 1.阿帕瑪 斯皮塔米尼斯的女兒                          | 1.阿帕瑪 斯皮塔米尼斯的女兒                          |  |  | 塞琉古一世 塞琉古帝國 巴西琉斯 前305年–前281年   | 塞琉古一世 塞琉古帝國 巴西琉斯 前305年–前281年   | 塞琉古一世 塞琉古帝國 巴西琉斯 前305年–前281年   | 塞琉古一世 塞琉古帝國 巴西琉斯 前305年–前281年   | 塞琉古一世 塞琉古帝國 巴西琉斯 前305年–前281年   | 塞琉古一世 塞琉古帝國 巴西琉斯 前305年–前281年   |  |  | 2.斯特拉托妮可 馬其頓國王 德米特里一世之女          | 2.斯特拉托妮可 馬其頓國王 德米特里一世之女          | 2.斯特拉托妮可 馬其頓國王 德米特里一世之女          | 2.斯特拉托妮可 馬其頓國王 德米特里一世之女          | 2.斯特拉托妮可 馬其頓國王 德米特里一世之女          | 2.斯特拉托妮可 馬其頓國王 德米特里一世之女          |  |  | 狄迪墨婭                                       | 狄迪墨婭                                       | 狄迪墨婭                                       | 狄迪墨婭                                       | 狄迪墨婭                                       | 狄迪墨婭                                       |  |  |                                                 |                                                 |                                                 |                                                 |                                                 |                                                 |  |  |                                                      |                                                      |                                                      |                                                      |                                                      |                                                      |  |  |                                                  |                                                  |                                                  |                                                  |                                                  |                                                  |  |  |
|                                              |                                              |                                              |                                              |                                              |                                              |  |  |                                                |                                                |                                                |                                                |                                                |                                                |  |  |                                                      |                                                      |                                                      |                                                      |                                                      |                                                      |  |  |                                                  |                                                  |                                                  |                                                  |                                                  |                                                  |  |  |                                                     |                                                     |                                                     |                                                     |                                                     |                                                     |  |  |                                                |                                                |                                                |                                                |                                                |                                                |  |  |                                                 |                                                 |                                                 |                                                 |                                                 |                                                 |  |  |                                                      |                                                      |                                                      |                                                      |                                                      |                                                      |  |  |                                                  |                                                  |                                                  |                                                  |                                                  |                                                  |  |  |
|                                              |                                              |                                              |                                              |                                              |                                              |  |  |                                                |                                                |                                                |                                                |                                                |                                                |  |  |                                                      |                                                      |                                                      |                                                      |                                                      |                                                      |  |  |                                                  |                                                  |                                                  |                                                  |                                                  |                                                  |  |  |                                                     |                                                     |                                                     |                                                     |                                                     |                                                     |  |  |                                                |                                                |                                                |                                                |                                                |                                                |  |  |                                                 |                                                 |                                                 |                                                 |                                                 |                                                 |  |  |                                                      |                                                      |                                                      |                                                      |                                                      |                                                      |  |  |                                                  |                                                  |                                                  |                                                  |                                                  |                                                  |  |  |
|                                              |                                              |                                              |                                              |                                              |                                              |  |  |                                                |                                                |                                                |                                                |                                                |                                                |  |  | 斯特拉托妮可 馬其頓國王 德米特里一世之女             | 斯特拉托妮可 馬其頓國王 德米特里一世之女             | 斯特拉托妮可 馬其頓國王 德米特里一世之女             | 斯特拉托妮可 馬其頓國王 德米特里一世之女             | 斯特拉托妮可 馬其頓國王 德米特里一世之女             | 斯特拉托妮可 馬其頓國王 德米特里一世之女             |  |  | 安條克一世 塞琉古帝國 巴西琉斯 前281年–前261年   | 安條克一世 塞琉古帝國 巴西琉斯 前281年–前261年   | 安條克一世 塞琉古帝國 巴西琉斯 前281年–前261年   | 安條克一世 塞琉古帝國 巴西琉斯 前281年–前261年   | 安條克一世 塞琉古帝國 巴西琉斯 前281年–前261年   | 安條克一世 塞琉古帝國 巴西琉斯 前281年–前261年   |  |  | 阿凱夫斯 小亞細亞地方領主                           | 阿凱夫斯 小亞細亞地方領主                           | 阿凱夫斯 小亞細亞地方領主                           | 阿凱夫斯 小亞細亞地方領主                           | 阿凱夫斯 小亞細亞地方領主                           | 阿凱夫斯 小亞細亞地方領主                           |  |  | 菲拉 ∞ 安提柯二世 馬其頓國王                   | 菲拉 ∞ 安提柯二世 馬其頓國王                   | 菲拉 ∞ 安提柯二世 馬其頓國王                   | 菲拉 ∞ 安提柯二世 馬其頓國王                   | 菲拉 ∞ 安提柯二世 馬其頓國王                   | 菲拉 ∞ 安提柯二世 馬其頓國王                   |  |  |                                                 |                                                 |                                                 |                                                 |                                                 |                                                 |  |  |                                                      |                                                      |                                                      |                                                      |                                                      |                                                      |  |  |                                                  |                                                  |                                                  |                                                  |                                                  |                                                  |  |  |
|                                              |                                              |                                              |                                              |                                              |                                              |  |  |                                                |                                                |                                                |                                                |                                                |                                                |  |  | 斯特拉托妮可 馬其頓國王 德米特里一世之女             | 斯特拉托妮可 馬其頓國王 德米特里一世之女             | 斯特拉托妮可 馬其頓國王 德米特里一世之女             | 斯特拉托妮可 馬其頓國王 德米特里一世之女             | 斯特拉托妮可 馬其頓國王 德米特里一世之女             | 斯特拉托妮可 馬其頓國王 德米特里一世之女             |  |  | 安條克一世 塞琉古帝國 巴西琉斯 前281年–前261年   | 安條克一世 塞琉古帝國 巴西琉斯 前281年–前261年   | 安條克一世 塞琉古帝國 巴西琉斯 前281年–前261年   | 安條克一世 塞琉古帝國 巴西琉斯 前281年–前261年   | 安條克一世 塞琉古帝國 巴西琉斯 前281年–前261年   | 安條克一世 塞琉古帝國 巴西琉斯 前281年–前261年   |  |  | 阿凱夫斯 小亞細亞地方領主                           | 阿凱夫斯 小亞細亞地方領主                           | 阿凱夫斯 小亞細亞地方領主                           | 阿凱夫斯 小亞細亞地方領主                           | 阿凱夫斯 小亞細亞地方領主                           | 阿凱夫斯 小亞細亞地方領主                           |  |  | 菲拉 ∞ 安提柯二世 馬其頓國王                   | 菲拉 ∞ 安提柯二世 馬其頓國王                   | 菲拉 ∞ 安提柯二世 馬其頓國王                   | 菲拉 ∞ 安提柯二世 馬其頓國王                   | 菲拉 ∞ 安提柯二世 馬其頓國王                   | 菲拉 ∞ 安提柯二世 馬其頓國王                   |  |  |                                                 |                                                 |                                                 |                                                 |                                                 |                                                 |  |  |                                                      |                                                      |                                                      |                                                      |                                                      |                                                      |  |  |                                                  |                                                  |                                                  |                                                  |                                                  |                                                  |  |  |
|                                              |                                              |                                              |                                              |                                              |                                              |  |  |                                                |                                                |                                                |                                                |                                                |                                                |  |  |                                                      |                                                      |                                                      |                                                      |                                                      |                                                      |  |  |                                                  |                                                  |                                                  |                                                  |                                                  |                                                  |  |  |                                                     |                                                     |                                                     |                                                     |                                                     |                                                     |  |  |                                                |                                                |                                                |                                                |                                                |                                                |  |  |                                                 |                                                 |                                                 |                                                 |                                                 |                                                 |  |  |                                                      |                                                      |                                                      |                                                      |                                                      |                                                      |  |  |                                                  |                                                  |                                                  |                                                  |                                                  |                                                  |  |  |
|                                              |                                              |                                              |                                              |                                              |                                              |  |  |                                                |                                                |                                                |                                                |                                                |                                                |  |  |                                                      |                                                      |                                                      |                                                      |                                                      |                                                      |  |  |                                                  |                                                  |                                                  |                                                  |                                                  |                                                  |  |  |                                                     |                                                     |                                                     |                                                     |                                                     |                                                     |  |  |                                                |                                                |                                                |                                                |                                                |                                                |  |  |                                                 |                                                 |                                                 |                                                 |                                                 |                                                 |  |  |                                                      |                                                      |                                                      |                                                      |                                                      |                                                      |  |  |                                                  |                                                  |                                                  |                                                  |                                                  |                                                  |  |  |
| 阿帕瑪 ∞ 馬加斯 昔蘭尼國王                   | 阿帕瑪 ∞ 馬加斯 昔蘭尼國王                   | 阿帕瑪 ∞ 馬加斯 昔蘭尼國王                   | 阿帕瑪 ∞ 馬加斯 昔蘭尼國王                   | 阿帕瑪 ∞ 馬加斯 昔蘭尼國王                   | 阿帕瑪 ∞ 馬加斯 昔蘭尼國王                   |  |  | 斯特拉托妮可 ∞ 德米特里二世 馬其頓國王         | 斯特拉托妮可 ∞ 德米特里二世 馬其頓國王         | 斯特拉托妮可 ∞ 德米特里二世 馬其頓國王         | 斯特拉托妮可 ∞ 德米特里二世 馬其頓國王         | 斯特拉托妮可 ∞ 德米特里二世 馬其頓國王         | 斯特拉托妮可 ∞ 德米特里二世 馬其頓國王         |  |  | 2.貝勒尼基 埃及國王 托勒密二世之女                   | 2.貝勒尼基 埃及國王 托勒密二世之女                   | 2.貝勒尼基 埃及國王 托勒密二世之女                   | 2.貝勒尼基 埃及國王 托勒密二世之女                   | 2.貝勒尼基 埃及國王 托勒密二世之女                   | 2.貝勒尼基 埃及國王 托勒密二世之女                   |  |  | 安條克二世 塞琉古帝國 巴西琉斯 前261年–前246年   | 安條克二世 塞琉古帝國 巴西琉斯 前261年–前246年   | 安條克二世 塞琉古帝國 巴西琉斯 前261年–前246年   | 安條克二世 塞琉古帝國 巴西琉斯 前261年–前246年   | 安條克二世 塞琉古帝國 巴西琉斯 前261年–前246年   | 安條克二世 塞琉古帝國 巴西琉斯 前261年–前246年   |  |  | 1.勞迪絲一世                                        | 1.勞迪絲一世                                        | 1.勞迪絲一世                                        | 1.勞迪絲一世                                        | 1.勞迪絲一世                                        | 1.勞迪絲一世                                        |  |  | 勞迪絲二世 ∞ 塞琉古二世                        | 勞迪絲二世 ∞ 塞琉古二世                        | 勞迪絲二世 ∞ 塞琉古二世                        | 勞迪絲二世 ∞ 塞琉古二世                        | 勞迪絲二世 ∞ 塞琉古二世                        | 勞迪絲二世 ∞ 塞琉古二世                        |  |  | 亞歷山大 小亞細亞地方領主                       | 亞歷山大 小亞細亞地方領主                       | 亞歷山大 小亞細亞地方領主                       | 亞歷山大 小亞細亞地方領主                       | 亞歷山大 小亞細亞地方領主                       | 亞歷山大 小亞細亞地方領主                       |  |  | 安德羅馬庫斯 小亞細亞地方領主                        | 安德羅馬庫斯 小亞細亞地方領主                        | 安德羅馬庫斯 小亞細亞地方領主                        | 安德羅馬庫斯 小亞細亞地方領主                        | 安德羅馬庫斯 小亞細亞地方領主                        | 安德羅馬庫斯 小亞細亞地方領主                        |  |  | 安條妮絲 ∞ 阿塔羅斯一世 帕加馬國王               | 安條妮絲 ∞ 阿塔羅斯一世 帕加馬國王               | 安條妮絲 ∞ 阿塔羅斯一世 帕加馬國王               | 安條妮絲 ∞ 阿塔羅斯一世 帕加馬國王               | 安條妮絲 ∞ 阿塔羅斯一世 帕加馬國王               | 安條妮絲 ∞ 阿塔羅斯一世 帕加馬國王               |  |  |
| 阿帕瑪 ∞ 馬加斯 昔蘭尼國王                   | 阿帕瑪 ∞ 馬加斯 昔蘭尼國王                   | 阿帕瑪 ∞ 馬加斯 昔蘭尼國王                   | 阿帕瑪 ∞ 馬加斯 昔蘭尼國王                   | 阿帕瑪 ∞ 馬加斯 昔蘭尼國王                   | 阿帕瑪 ∞ 馬加斯 昔蘭尼國王                   |  |  | 斯特拉托妮可 ∞ 德米特里二世 馬其頓國王         | 斯特拉托妮可 ∞ 德米特里二世 馬其頓國王         | 斯特拉托妮可 ∞ 德米特里二世 馬其頓國王         | 斯特拉托妮可 ∞ 德米特里二世 馬其頓國王         | 斯特拉托妮可 ∞ 德米特里二世 馬其頓國王         | 斯特拉托妮可 ∞ 德米特里二世 馬其頓國王         |  |  | 2.貝勒尼基 埃及國王 托勒密二世之女                   | 2.貝勒尼基 埃及國王 托勒密二世之女                   | 2.貝勒尼基 埃及國王 托勒密二世之女                   | 2.貝勒尼基 埃及國王 托勒密二世之女                   | 2.貝勒尼基 埃及國王 托勒密二世之女                   | 2.貝勒尼基 埃及國王 托勒密二世之女                   |  |  | 安條克二世 塞琉古帝國 巴西琉斯 前261年–前246年   | 安條克二世 塞琉古帝國 巴西琉斯 前261年–前246年   | 安條克二世 塞琉古帝國 巴西琉斯 前261年–前246年   | 安條克二世 塞琉古帝國 巴西琉斯 前261年–前246年   | 安條克二世 塞琉古帝國 巴西琉斯 前261年–前246年   | 安條克二世 塞琉古帝國 巴西琉斯 前261年–前246年   |  |  | 1.勞迪絲一世                                        | 1.勞迪絲一世                                        | 1.勞迪絲一世                                        | 1.勞迪絲一世                                        | 1.勞迪絲一世                                        | 1.勞迪絲一世                                        |  |  | 勞迪絲二世 ∞ 塞琉古二世                        | 勞迪絲二世 ∞ 塞琉古二世                        | 勞迪絲二世 ∞ 塞琉古二世                        | 勞迪絲二世 ∞ 塞琉古二世                        | 勞迪絲二世 ∞ 塞琉古二世                        | 勞迪絲二世 ∞ 塞琉古二世                        |  |  | 亞歷山大 小亞細亞地方領主                       | 亞歷山大 小亞細亞地方領主                       | 亞歷山大 小亞細亞地方領主                       | 亞歷山大 小亞細亞地方領主                       | 亞歷山大 小亞細亞地方領主                       | 亞歷山大 小亞細亞地方領主                       |  |  | 安德羅馬庫斯 小亞細亞地方領主                        | 安德羅馬庫斯 小亞細亞地方領主                        | 安德羅馬庫斯 小亞細亞地方領主                        | 安德羅馬庫斯 小亞細亞地方領主                        | 安德羅馬庫斯 小亞細亞地方領主                        | 安德羅馬庫斯 小亞細亞地方領主                        |  |  | 安條妮絲 ∞ 阿塔羅斯一世 帕加馬國王               | 安條妮絲 ∞ 阿塔羅斯一世 帕加馬國王               | 安條妮絲 ∞ 阿塔羅斯一世 帕加馬國王               | 安條妮絲 ∞ 阿塔羅斯一世 帕加馬國王               | 安條妮絲 ∞ 阿塔羅斯一世 帕加馬國王               | 安條妮絲 ∞ 阿塔羅斯一世 帕加馬國王               |  |  |
|                                              |                                              |                                              |                                              |                                              |                                              |  |  |                                                |                                                |                                                |                                                |                                                |                                                |  |  |                                                      |                                                      |                                                      |                                                      |                                                      |                                                      |  |  |                                                  |                                                  |                                                  |                                                  |                                                  |                                                  |  |  |                                                     |                                                     |                                                     |                                                     |                                                     |                                                     |  |  |                                                |                                                |                                                |                                                |                                                |                                                |  |  |                                                 |                                                 |                                                 |                                                 |                                                 |                                                 |  |  |                                                      |                                                      |                                                      |                                                      |                                                      |                                                      |  |  |                                                  |                                                  |                                                  |                                                  |                                                  |                                                  |  |  |
|                                              |                                              |                                              |                                              |                                              |                                              |  |  |                                                |                                                |                                                |                                                |                                                |                                                |  |  |                                                      |                                                      |                                                      |                                                      |                                                      |                                                      |  |  |                                                  |                                                  |                                                  |                                                  |                                                  |                                                  |  |  |                                                     |                                                     |                                                     |                                                     |                                                     |                                                     |  |  |                                                |                                                |                                                |                                                |                                                |                                                |  |  |                                                 |                                                 |                                                 |                                                 |                                                 |                                                 |  |  |                                                      |                                                      |                                                      |                                                      |                                                      |                                                      |  |  |                                                  |                                                  |                                                  |                                                  |                                                  |                                                  |  |  |
|                                              |                                              |                                              |                                              |                                              |                                              |  |  |                                                |                                                |                                                |                                                |                                                |                                                |  |  | 勞迪絲二世 小亞細亞地方領主 阿凱夫斯之女             | 勞迪絲二世 小亞細亞地方領主 阿凱夫斯之女             | 勞迪絲二世 小亞細亞地方領主 阿凱夫斯之女             | 勞迪絲二世 小亞細亞地方領主 阿凱夫斯之女             | 勞迪絲二世 小亞細亞地方領主 阿凱夫斯之女             | 勞迪絲二世 小亞細亞地方領主 阿凱夫斯之女             |  |  | 塞琉古二世 塞琉古帝國 巴西琉斯 前246年–前225年   | 塞琉古二世 塞琉古帝國 巴西琉斯 前246年–前225年   | 塞琉古二世 塞琉古帝國 巴西琉斯 前246年–前225年   | 塞琉古二世 塞琉古帝國 巴西琉斯 前246年–前225年   | 塞琉古二世 塞琉古帝國 巴西琉斯 前246年–前225年   | 塞琉古二世 塞琉古帝國 巴西琉斯 前246年–前225年   |  |  | 安條克·伊厄拉斯 塞琉古帝國 巴西琉斯 前243年–前227年 | 安條克·伊厄拉斯 塞琉古帝國 巴西琉斯 前243年–前227年 | 安條克·伊厄拉斯 塞琉古帝國 巴西琉斯 前243年–前227年 | 安條克·伊厄拉斯 塞琉古帝國 巴西琉斯 前243年–前227年 | 安條克·伊厄拉斯 塞琉古帝國 巴西琉斯 前243年–前227年 | 安條克·伊厄拉斯 塞琉古帝國 巴西琉斯 前243年–前227年 |  |  | 斯特拉托妮可 ∞ 阿里阿拉特三世 卡帕多細亞國王   | 斯特拉托妮可 ∞ 阿里阿拉特三世 卡帕多細亞國王   | 斯特拉托妮可 ∞ 阿里阿拉特三世 卡帕多細亞國王   | 斯特拉托妮可 ∞ 阿里阿拉特三世 卡帕多細亞國王   | 斯特拉托妮可 ∞ 阿里阿拉特三世 卡帕多細亞國王   | 斯特拉托妮可 ∞ 阿里阿拉特三世 卡帕多細亞國王   |  |  | 勞廸絲 ∞ 米特里達梯二世                         | 勞廸絲 ∞ 米特里達梯二世                         | 勞廸絲 ∞ 米特里達梯二世                         | 勞廸絲 ∞ 米特里達梯二世                         | 勞廸絲 ∞ 米特里達梯二世                         | 勞廸絲 ∞ 米特里達梯二世                         |  |  | 阿凱夫斯 塞琉古帝國 巴西琉斯 前220年–前213年         | 阿凱夫斯 塞琉古帝國 巴西琉斯 前220年–前213年         | 阿凱夫斯 塞琉古帝國 巴西琉斯 前220年–前213年         | 阿凱夫斯 塞琉古帝國 巴西琉斯 前220年–前213年         | 阿凱夫斯 塞琉古帝國 巴西琉斯 前220年–前213年         | 阿凱夫斯 塞琉古帝國 巴西琉斯 前220年–前213年         |  |  | 勞迪絲 本都國王 米特里達梯二世之女               | 勞迪絲 本都國王 米特里達梯二世之女               | 勞迪絲 本都國王 米特里達梯二世之女               | 勞迪絲 本都國王 米特里達梯二世之女               | 勞迪絲 本都國王 米特里達梯二世之女               | 勞迪絲 本都國王 米特里達梯二世之女               |  |  |
|                                              |                                              |                                              |                                              |                                              |                                              |  |  |                                                |                                                |                                                |                                                |                                                |                                                |  |  | 勞迪絲二世 小亞細亞地方領主 阿凱夫斯之女             | 勞迪絲二世 小亞細亞地方領主 阿凱夫斯之女             | 勞迪絲二世 小亞細亞地方領主 阿凱夫斯之女             | 勞迪絲二世 小亞細亞地方領主 阿凱夫斯之女             | 勞迪絲二世 小亞細亞地方領主 阿凱夫斯之女             | 勞迪絲二世 小亞細亞地方領主 阿凱夫斯之女             |  |  | 塞琉古二世 塞琉古帝國 巴西琉斯 前246年–前225年   | 塞琉古二世 塞琉古帝國 巴西琉斯 前246年–前225年   | 塞琉古二世 塞琉古帝國 巴西琉斯 前246年–前225年   | 塞琉古二世 塞琉古帝國 巴西琉斯 前246年–前225年   | 塞琉古二世 塞琉古帝國 巴西琉斯 前246年–前225年   | 塞琉古二世 塞琉古帝國 巴西琉斯 前246年–前225年   |  |  | 安條克·伊厄拉斯 塞琉古帝國 巴西琉斯 前243年–前227年 | 安條克·伊厄拉斯 塞琉古帝國 巴西琉斯 前243年–前227年 | 安條克·伊厄拉斯 塞琉古帝國 巴西琉斯 前243年–前227年 | 安條克·伊厄拉斯 塞琉古帝國 巴西琉斯 前243年–前227年 | 安條克·伊厄拉斯 塞琉古帝國 巴西琉斯 前243年–前227年 | 安條克·伊厄拉斯 塞琉古帝國 巴西琉斯 前243年–前227年 |  |  | 斯特拉托妮可 ∞ 阿里阿拉特三世 卡帕多細亞國王   | 斯特拉托妮可 ∞ 阿里阿拉特三世 卡帕多細亞國王   | 斯特拉托妮可 ∞ 阿里阿拉特三世 卡帕多細亞國王   | 斯特拉托妮可 ∞ 阿里阿拉特三世 卡帕多細亞國王   | 斯特拉托妮可 ∞ 阿里阿拉特三世 卡帕多細亞國王   | 斯特拉托妮可 ∞ 阿里阿拉特三世 卡帕多細亞國王   |  |  | 勞廸絲 ∞ 米特里達梯二世                         | 勞廸絲 ∞ 米特里達梯二世                         | 勞廸絲 ∞ 米特里達梯二世                         | 勞廸絲 ∞ 米特里達梯二世                         | 勞廸絲 ∞ 米特里達梯二世                         | 勞廸絲 ∞ 米特里達梯二世                         |  |  | 阿凱夫斯 塞琉古帝國 巴西琉斯 前220年–前213年         | 阿凱夫斯 塞琉古帝國 巴西琉斯 前220年–前213年         | 阿凱夫斯 塞琉古帝國 巴西琉斯 前220年–前213年         | 阿凱夫斯 塞琉古帝國 巴西琉斯 前220年–前213年         | 阿凱夫斯 塞琉古帝國 巴西琉斯 前220年–前213年         | 阿凱夫斯 塞琉古帝國 巴西琉斯 前220年–前213年         |  |  | 勞迪絲 本都國王 米特里達梯二世之女               | 勞迪絲 本都國王 米特里達梯二世之女               | 勞迪絲 本都國王 米特里達梯二世之女               | 勞迪絲 本都國王 米特里達梯二世之女               | 勞迪絲 本都國王 米特里達梯二世之女               | 勞迪絲 本都國王 米特里達梯二世之女               |  |  |
|                                              |                                              |                                              |                                              |                                              |                                              |  |  |                                                |                                                |                                                |                                                |                                                |                                                |  |  |                                                      |                                                      |                                                      |                                                      |                                                      |                                                      |  |  |                                                  |                                                  |                                                  |                                                  |                                                  |                                                  |  |  |                                                     |                                                     |                                                     |                                                     |                                                     |                                                     |  |  |                                                |                                                |                                                |                                                |                                                |                                                |  |  |                                                 |                                                 |                                                 |                                                 |                                                 |                                                 |  |  |                                                      |                                                      |                                                      |                                                      |                                                      |                                                      |  |  |                                                  |                                                  |                                                  |                                                  |                                                  |                                                  |  |  |
|                                              |                                              |                                              |                                              |                                              |                                              |  |  |                                                |                                                |                                                |                                                |                                                |                                                |  |  |                                                      |                                                      |                                                      |                                                      |                                                      |                                                      |  |  |                                                  |                                                  |                                                  |                                                  |                                                  |                                                  |  |  |                                                     |                                                     |                                                     |                                                     |                                                     |                                                     |  |  |                                                |                                                |                                                |                                                |                                                |                                                |  |  |                                                 |                                                 |                                                 |                                                 |                                                 |                                                 |  |  |                                                      |                                                      |                                                      |                                                      |                                                      |                                                      |  |  |                                                  |                                                  |                                                  |                                                  |                                                  |                                                  |  |  |
|                                              |                                              |                                              |                                              |                                              |                                              |  |  | 安條妮絲 ∞ 薛西斯 南亞美尼亞國王               | 安條妮絲 ∞ 薛西斯 南亞美尼亞國王               | 安條妮絲 ∞ 薛西斯 南亞美尼亞國王               | 安條妮絲 ∞ 薛西斯 南亞美尼亞國王               | 安條妮絲 ∞ 薛西斯 南亞美尼亞國王               | 安條妮絲 ∞ 薛西斯 南亞美尼亞國王               |  |  | 塞琉古三世 塞琉古帝國 巴西琉斯 前225年–前223年       | 塞琉古三世 塞琉古帝國 巴西琉斯 前225年–前223年       | 塞琉古三世 塞琉古帝國 巴西琉斯 前225年–前223年       | 塞琉古三世 塞琉古帝國 巴西琉斯 前225年–前223年       | 塞琉古三世 塞琉古帝國 巴西琉斯 前225年–前223年       | 塞琉古三世 塞琉古帝國 巴西琉斯 前225年–前223年       |  |  | 安條克三世 塞琉古帝國 巴西琉斯 前222年–前187年   | 安條克三世 塞琉古帝國 巴西琉斯 前222年–前187年   | 安條克三世 塞琉古帝國 巴西琉斯 前222年–前187年   | 安條克三世 塞琉古帝國 巴西琉斯 前222年–前187年   | 安條克三世 塞琉古帝國 巴西琉斯 前222年–前187年   | 安條克三世 塞琉古帝國 巴西琉斯 前222年–前187年   |  |  | 勞迪絲三世 本都國王 米特里達梯二世之女              | 勞迪絲三世 本都國王 米特里達梯二世之女              | 勞迪絲三世 本都國王 米特里達梯二世之女              | 勞迪絲三世 本都國王 米特里達梯二世之女              | 勞迪絲三世 本都國王 米特里達梯二世之女              | 勞迪絲三世 本都國王 米特里達梯二世之女              |  |  |                                                |                                                |                                                |                                                |                                                |                                                |  |  |                                                 |                                                 |                                                 |                                                 |                                                 |                                                 |  |  |                                                      |                                                      |                                                      |                                                      |                                                      |                                                      |  |  |                                                  |                                                  |                                                  |                                                  |                                                  |                                                  |  |  |
|                                              |                                              |                                              |                                              |                                              |                                              |  |  | 安條妮絲 ∞ 薛西斯 南亞美尼亞國王               | 安條妮絲 ∞ 薛西斯 南亞美尼亞國王               | 安條妮絲 ∞ 薛西斯 南亞美尼亞國王               | 安條妮絲 ∞ 薛西斯 南亞美尼亞國王               | 安條妮絲 ∞ 薛西斯 南亞美尼亞國王               | 安條妮絲 ∞ 薛西斯 南亞美尼亞國王               |  |  | 塞琉古三世 塞琉古帝國 巴西琉斯 前225年–前223年       | 塞琉古三世 塞琉古帝國 巴西琉斯 前225年–前223年       | 塞琉古三世 塞琉古帝國 巴西琉斯 前225年–前223年       | 塞琉古三世 塞琉古帝國 巴西琉斯 前225年–前223年       | 塞琉古三世 塞琉古帝國 巴西琉斯 前225年–前223年       | 塞琉古三世 塞琉古帝國 巴西琉斯 前225年–前223年       |  |  | 安條克三世 塞琉古帝國 巴西琉斯 前222年–前187年   | 安條克三世 塞琉古帝國 巴西琉斯 前222年–前187年   | 安條克三世 塞琉古帝國 巴西琉斯 前222年–前187年   | 安條克三世 塞琉古帝國 巴西琉斯 前222年–前187年   | 安條克三世 塞琉古帝國 巴西琉斯 前222年–前187年   | 安條克三世 塞琉古帝國 巴西琉斯 前222年–前187年   |  |  | 勞迪絲三世 本都國王 米特里達梯二世之女              | 勞迪絲三世 本都國王 米特里達梯二世之女              | 勞迪絲三世 本都國王 米特里達梯二世之女              | 勞迪絲三世 本都國王 米特里達梯二世之女              | 勞迪絲三世 本都國王 米特里達梯二世之女              | 勞迪絲三世 本都國王 米特里達梯二世之女              |  |  |                                                |                                                |                                                |                                                |                                                |                                                |  |  |                                                 |                                                 |                                                 |                                                 |                                                 |                                                 |  |  |                                                      |                                                      |                                                      |                                                      |                                                      |                                                      |  |  |                                                  |                                                  |                                                  |                                                  |                                                  |                                                  |  |  |
|                                              |                                              |                                              |                                              |                                              |                                              |  |  |                                                |                                                |                                                |                                                |                                                |                                                |  |  |                                                      |                                                      |                                                      |                                                      |                                                      |                                                      |  |  |                                                  |                                                  |                                                  |                                                  |                                                  |                                                  |  |  |                                                     |                                                     |                                                     |                                                     |                                                     |                                                     |  |  |                                                |                                                |                                                |                                                |                                                |                                                |  |  |                                                 |                                                 |                                                 |                                                 |                                                 |                                                 |  |  |                                                      |                                                      |                                                      |                                                      |                                                      |                                                      |  |  |                                                  |                                                  |                                                  |                                                  |                                                  |                                                  |  |  |
|                                              |                                              |                                              |                                              |                                              |                                              |  |  |                                                |                                                |                                                |                                                |                                                |                                                |  |  |                                                      |                                                      |                                                      |                                                      |                                                      |                                                      |  |  |                                                  |                                                  |                                                  |                                                  |                                                  |                                                  |  |  |                                                     |                                                     |                                                     |                                                     |                                                     |                                                     |  |  |                                                |                                                |                                                |                                                |                                                |                                                |  |  |                                                 |                                                 |                                                 |                                                 |                                                 |                                                 |  |  |                                                      |                                                      |                                                      |                                                      |                                                      |                                                      |  |  |                                                  |                                                  |                                                  |                                                  |                                                  |                                                  |  |  |
| 克麗奧佩脫拉一世 ∞ 托勒密五世                | 克麗奧佩脫拉一世 ∞ 托勒密五世                | 克麗奧佩脫拉一世 ∞ 托勒密五世                | 克麗奧佩脫拉一世 ∞ 托勒密五世                | 克麗奧佩脫拉一世 ∞ 托勒密五世                | 克麗奧佩脫拉一世 ∞ 托勒密五世                |  |  | 安條克 共治王 前210年–前193年                  | 安條克 共治王 前210年–前193年                  | 安條克 共治王 前210年–前193年                  | 安條克 共治王 前210年–前193年                  | 安條克 共治王 前210年–前193年                  | 安條克 共治王 前210年–前193年                  |  |  | 勞迪絲四世 ∞ 3.安條克四世                            | 勞迪絲四世 ∞ 3.安條克四世                            | 勞迪絲四世 ∞ 3.安條克四世                            | 勞迪絲四世 ∞ 3.安條克四世                            | 勞迪絲四世 ∞ 3.安條克四世                            | 勞迪絲四世 ∞ 3.安條克四世                            |  |  | 塞琉古四世 塞琉古帝國 巴西琉斯 前187年–前175年   | 塞琉古四世 塞琉古帝國 巴西琉斯 前187年–前175年   | 塞琉古四世 塞琉古帝國 巴西琉斯 前187年–前175年   | 塞琉古四世 塞琉古帝國 巴西琉斯 前187年–前175年   | 塞琉古四世 塞琉古帝國 巴西琉斯 前187年–前175年   | 塞琉古四世 塞琉古帝國 巴西琉斯 前187年–前175年   |  |  | 安條克四世 塞琉古帝國 巴西琉斯 前175年–前164年      | 安條克四世 塞琉古帝國 巴西琉斯 前175年–前164年      | 安條克四世 塞琉古帝國 巴西琉斯 前175年–前164年      | 安條克四世 塞琉古帝國 巴西琉斯 前175年–前164年      | 安條克四世 塞琉古帝國 巴西琉斯 前175年–前164年      | 安條克四世 塞琉古帝國 巴西琉斯 前175年–前164年      |  |  | 安條妮絲 ∞ 阿里阿拉特四世                      | 安條妮絲 ∞ 阿里阿拉特四世                      | 安條妮絲 ∞ 阿里阿拉特四世                      | 安條妮絲 ∞ 阿里阿拉特四世                      | 安條妮絲 ∞ 阿里阿拉特四世                      | 安條妮絲 ∞ 阿里阿拉特四世                      |  |  |                                                 |                                                 |                                                 |                                                 |                                                 |                                                 |  |  |                                                      |                                                      |                                                      |                                                      |                                                      |                                                      |  |  |                                                  |                                                  |                                                  |                                                  |                                                  |                                                  |  |  |
| 克麗奧佩脫拉一世 ∞ 托勒密五世                | 克麗奧佩脫拉一世 ∞ 托勒密五世                | 克麗奧佩脫拉一世 ∞ 托勒密五世                | 克麗奧佩脫拉一世 ∞ 托勒密五世                | 克麗奧佩脫拉一世 ∞ 托勒密五世                | 克麗奧佩脫拉一世 ∞ 托勒密五世                |  |  | 安條克 共治王 前210年–前193年                  | 安條克 共治王 前210年–前193年                  | 安條克 共治王 前210年–前193年                  | 安條克 共治王 前210年–前193年                  | 安條克 共治王 前210年–前193年                  | 安條克 共治王 前210年–前193年                  |  |  | 勞迪絲四世 ∞ 3.安條克四世                            | 勞迪絲四世 ∞ 3.安條克四世                            | 勞迪絲四世 ∞ 3.安條克四世                            | 勞迪絲四世 ∞ 3.安條克四世                            | 勞迪絲四世 ∞ 3.安條克四世                            | 勞迪絲四世 ∞ 3.安條克四世                            |  |  | 塞琉古四世 塞琉古帝國 巴西琉斯 前187年–前175年   | 塞琉古四世 塞琉古帝國 巴西琉斯 前187年–前175年   | 塞琉古四世 塞琉古帝國 巴西琉斯 前187年–前175年   | 塞琉古四世 塞琉古帝國 巴西琉斯 前187年–前175年   | 塞琉古四世 塞琉古帝國 巴西琉斯 前187年–前175年   | 塞琉古四世 塞琉古帝國 巴西琉斯 前187年–前175年   |  |  | 安條克四世 塞琉古帝國 巴西琉斯 前175年–前164年      | 安條克四世 塞琉古帝國 巴西琉斯 前175年–前164年      | 安條克四世 塞琉古帝國 巴西琉斯 前175年–前164年      | 安條克四世 塞琉古帝國 巴西琉斯 前175年–前164年      | 安條克四世 塞琉古帝國 巴西琉斯 前175年–前164年      | 安條克四世 塞琉古帝國 巴西琉斯 前175年–前164年      |  |  | 安條妮絲 ∞ 阿里阿拉特四世                      | 安條妮絲 ∞ 阿里阿拉特四世                      | 安條妮絲 ∞ 阿里阿拉特四世                      | 安條妮絲 ∞ 阿里阿拉特四世                      | 安條妮絲 ∞ 阿里阿拉特四世                      | 安條妮絲 ∞ 阿里阿拉特四世                      |  |  |                                                 |                                                 |                                                 |                                                 |                                                 |                                                 |  |  |                                                      |                                                      |                                                      |                                                      |                                                      |                                                      |  |  |                                                  |                                                  |                                                  |                                                  |                                                  |                                                  |  |  |
|                                              |                                              |                                              |                                              |                                              |                                              |  |  |                                                |                                                |                                                |                                                |                                                |                                                |  |  |                                                      |                                                      |                                                      |                                                      |                                                      |                                                      |  |  |                                                  |                                                  |                                                  |                                                  |                                                  |                                                  |  |  |                                                     |                                                     |                                                     |                                                     |                                                     |                                                     |  |  |                                                |                                                |                                                |                                                |                                                |                                                |  |  |                                                 |                                                 |                                                 |                                                 |                                                 |                                                 |  |  |                                                      |                                                      |                                                      |                                                      |                                                      |                                                      |  |  |                                                  |                                                  |                                                  |                                                  |                                                  |                                                  |  |  |
|                                              |                                              |                                              |                                              |                                              |                                              |  |  |                                                |                                                |                                                |                                                |                                                |                                                |  |  |                                                      |                                                      |                                                      |                                                      |                                                      |                                                      |  |  |                                                  |                                                  |                                                  |                                                  |                                                  |                                                  |  |  |                                                     |                                                     |                                                     |                                                     |                                                     |                                                     |  |  |                                                |                                                |                                                |                                                |                                                |                                                |  |  |                                                 |                                                 |                                                 |                                                 |                                                 |                                                 |  |  |                                                      |                                                      |                                                      |                                                      |                                                      |                                                      |  |  |                                                  |                                                  |                                                  |                                                  |                                                  |                                                  |  |  |
|                                              |                                              |                                              |                                              |                                              |                                              |  |  | 妮薩 ∞ 法爾奈克一世 本都國王                   | 妮薩 ∞ 法爾奈克一世 本都國王                   | 妮薩 ∞ 法爾奈克一世 本都國王                   | 妮薩 ∞ 法爾奈克一世 本都國王                   | 妮薩 ∞ 法爾奈克一世 本都國王                   | 妮薩 ∞ 法爾奈克一世 本都國王                   |  |  | 勞迪絲五世 ∞ 珀爾修斯 馬其頓國王                     | 勞迪絲五世 ∞ 珀爾修斯 馬其頓國王                     | 勞迪絲五世 ∞ 珀爾修斯 馬其頓國王                     | 勞迪絲五世 ∞ 珀爾修斯 馬其頓國王                     | 勞迪絲五世 ∞ 珀爾修斯 馬其頓國王                     | 勞迪絲五世 ∞ 珀爾修斯 馬其頓國王                     |  |  | 德米特里一世 塞琉古帝國 巴西琉斯 前161年–前150年 | 德米特里一世 塞琉古帝國 巴西琉斯 前161年–前150年 | 德米特里一世 塞琉古帝國 巴西琉斯 前161年–前150年 | 德米特里一世 塞琉古帝國 巴西琉斯 前161年–前150年 | 德米特里一世 塞琉古帝國 巴西琉斯 前161年–前150年 | 德米特里一世 塞琉古帝國 巴西琉斯 前161年–前150年 |  |  | 安條克五世 塞琉古帝國 巴西琉斯 前164年–前161年      | 安條克五世 塞琉古帝國 巴西琉斯 前164年–前161年      | 安條克五世 塞琉古帝國 巴西琉斯 前164年–前161年      | 安條克五世 塞琉古帝國 巴西琉斯 前164年–前161年      | 安條克五世 塞琉古帝國 巴西琉斯 前164年–前161年      | 安條克五世 塞琉古帝國 巴西琉斯 前164年–前161年      |  |  | 勞迪絲 ∞ 米特里達梯五世 本都國王               | 勞迪絲 ∞ 米特里達梯五世 本都國王               | 勞迪絲 ∞ 米特里達梯五世 本都國王               | 勞迪絲 ∞ 米特里達梯五世 本都國王               | 勞迪絲 ∞ 米特里達梯五世 本都國王               | 勞迪絲 ∞ 米特里達梯五世 本都國王               |  |  | 勞迪絲 ∞ 米特里達梯三世                         | 勞迪絲 ∞ 米特里達梯三世                         | 勞迪絲 ∞ 米特里達梯三世                         | 勞迪絲 ∞ 米特里達梯三世                         | 勞迪絲 ∞ 米特里達梯三世                         | 勞迪絲 ∞ 米特里達梯三世                         |  |  | 亞歷山大一世 塞琉古帝國 巴西琉斯 前150/152年–前146年 | 亞歷山大一世 塞琉古帝國 巴西琉斯 前150/152年–前146年 | 亞歷山大一世 塞琉古帝國 巴西琉斯 前150/152年–前146年 | 亞歷山大一世 塞琉古帝國 巴西琉斯 前150/152年–前146年 | 亞歷山大一世 塞琉古帝國 巴西琉斯 前150/152年–前146年 | 亞歷山大一世 塞琉古帝國 巴西琉斯 前150/152年–前146年 |  |  | 克麗奧佩脫拉·特婭 托勒密六世之女                 | 克麗奧佩脫拉·特婭 托勒密六世之女                 | 克麗奧佩脫拉·特婭 托勒密六世之女                 | 克麗奧佩脫拉·特婭 托勒密六世之女                 | 克麗奧佩脫拉·特婭 托勒密六世之女                 | 克麗奧佩脫拉·特婭 托勒密六世之女                 |  |  |
|                                              |                                              |                                              |                                              |                                              |                                              |  |  | 妮薩 ∞ 法爾奈克一世 本都國王                   | 妮薩 ∞ 法爾奈克一世 本都國王                   | 妮薩 ∞ 法爾奈克一世 本都國王                   | 妮薩 ∞ 法爾奈克一世 本都國王                   | 妮薩 ∞ 法爾奈克一世 本都國王                   | 妮薩 ∞ 法爾奈克一世 本都國王                   |  |  | 勞迪絲五世 ∞ 珀爾修斯 馬其頓國王                     | 勞迪絲五世 ∞ 珀爾修斯 馬其頓國王                     | 勞迪絲五世 ∞ 珀爾修斯 馬其頓國王                     | 勞迪絲五世 ∞ 珀爾修斯 馬其頓國王                     | 勞迪絲五世 ∞ 珀爾修斯 馬其頓國王                     | 勞迪絲五世 ∞ 珀爾修斯 馬其頓國王                     |  |  | 德米特里一世 塞琉古帝國 巴西琉斯 前161年–前150年 | 德米特里一世 塞琉古帝國 巴西琉斯 前161年–前150年 | 德米特里一世 塞琉古帝國 巴西琉斯 前161年–前150年 | 德米特里一世 塞琉古帝國 巴西琉斯 前161年–前150年 | 德米特里一世 塞琉古帝國 巴西琉斯 前161年–前150年 | 德米特里一世 塞琉古帝國 巴西琉斯 前161年–前150年 |  |  | 安條克五世 塞琉古帝國 巴西琉斯 前164年–前161年      | 安條克五世 塞琉古帝國 巴西琉斯 前164年–前161年      | 安條克五世 塞琉古帝國 巴西琉斯 前164年–前161年      | 安條克五世 塞琉古帝國 巴西琉斯 前164年–前161年      | 安條克五世 塞琉古帝國 巴西琉斯 前164年–前161年      | 安條克五世 塞琉古帝國 巴西琉斯 前164年–前161年      |  |  | 勞迪絲 ∞ 米特里達梯五世 本都國王               | 勞迪絲 ∞ 米特里達梯五世 本都國王               | 勞迪絲 ∞ 米特里達梯五世 本都國王               | 勞迪絲 ∞ 米特里達梯五世 本都國王               | 勞迪絲 ∞ 米特里達梯五世 本都國王               | 勞迪絲 ∞ 米特里達梯五世 本都國王               |  |  | 勞迪絲 ∞ 米特里達梯三世                         | 勞迪絲 ∞ 米特里達梯三世                         | 勞迪絲 ∞ 米特里達梯三世                         | 勞迪絲 ∞ 米特里達梯三世                         | 勞迪絲 ∞ 米特里達梯三世                         | 勞迪絲 ∞ 米特里達梯三世                         |  |  | 亞歷山大一世 塞琉古帝國 巴西琉斯 前150/152年–前146年 | 亞歷山大一世 塞琉古帝國 巴西琉斯 前150/152年–前146年 | 亞歷山大一世 塞琉古帝國 巴西琉斯 前150/152年–前146年 | 亞歷山大一世 塞琉古帝國 巴西琉斯 前150/152年–前146年 | 亞歷山大一世 塞琉古帝國 巴西琉斯 前150/152年–前146年 | 亞歷山大一世 塞琉古帝國 巴西琉斯 前150/152年–前146年 |  |  | 克麗奧佩脫拉·特婭 托勒密六世之女                 | 克麗奧佩脫拉·特婭 托勒密六世之女                 | 克麗奧佩脫拉·特婭 托勒密六世之女                 | 克麗奧佩脫拉·特婭 托勒密六世之女                 | 克麗奧佩脫拉·特婭 托勒密六世之女                 | 克麗奧佩脫拉·特婭 托勒密六世之女                 |  |  |
|                                              |                                              |                                              |                                              |                                              |                                              |  |  |                                                |                                                |                                                |                                                |                                                |                                                |  |  |                                                      |                                                      |                                                      |                                                      |                                                      |                                                      |  |  |                                                  |                                                  |                                                  |                                                  |                                                  |                                                  |  |  |                                                     |                                                     |                                                     |                                                     |                                                     |                                                     |  |  |                                                |                                                |                                                |                                                |                                                |                                                |  |  |                                                 |                                                 |                                                 |                                                 |                                                 |                                                 |  |  |                                                      |                                                      |                                                      |                                                      |                                                      |                                                      |  |  |                                                  |                                                  |                                                  |                                                  |                                                  |                                                  |  |  |
|                                              |                                              |                                              |                                              |                                              |                                              |  |  |                                                |                                                |                                                |                                                |                                                |                                                |  |  |                                                      |                                                      |                                                      |                                                      |                                                      |                                                      |  |  |                                                  |                                                  |                                                  |                                                  |                                                  |                                                  |  |  |                                                     |                                                     |                                                     |                                                     |                                                     |                                                     |  |  |                                                |                                                |                                                |                                                |                                                |                                                |  |  |                                                 |                                                 |                                                 |                                                 |                                                 |                                                 |  |  |                                                      |                                                      |                                                      |                                                      |                                                      |                                                      |  |  |                                                  |                                                  |                                                  |                                                  |                                                  |                                                  |  |  |
|                                              |                                              |                                              |                                              |                                              |                                              |  |  |                                                |                                                |                                                |                                                |                                                |                                                |  |  | 2.安息的羅多古娜 安息帝國王中之王 米特里達梯一世之女 | 2.安息的羅多古娜 安息帝國王中之王 米特里達梯一世之女 | 2.安息的羅多古娜 安息帝國王中之王 米特里達梯一世之女 | 2.安息的羅多古娜 安息帝國王中之王 米特里達梯一世之女 | 2.安息的羅多古娜 安息帝國王中之王 米特里達梯一世之女 | 2.安息的羅多古娜 安息帝國王中之王 米特里達梯一世之女 |  |  | 德米特里二世 塞琉古帝國 巴西琉斯 前145年–前138年 | 德米特里二世 塞琉古帝國 巴西琉斯 前145年–前138年 | 德米特里二世 塞琉古帝國 巴西琉斯 前145年–前138年 | 德米特里二世 塞琉古帝國 巴西琉斯 前145年–前138年 | 德米特里二世 塞琉古帝國 巴西琉斯 前145年–前138年 | 德米特里二世 塞琉古帝國 巴西琉斯 前145年–前138年 |  |  | 1.克麗奧佩脫拉·特婭 托勒密六世之女                  | 1.克麗奧佩脫拉·特婭 托勒密六世之女                  | 1.克麗奧佩脫拉·特婭 托勒密六世之女                  | 1.克麗奧佩脫拉·特婭 托勒密六世之女                  | 1.克麗奧佩脫拉·特婭 托勒密六世之女                  | 1.克麗奧佩脫拉·特婭 托勒密六世之女                  |  |  |                                                |                                                |                                                |                                                |                                                |                                                |  |  | 安條克七世 塞琉古帝國 巴西琉斯 前138年–前129年  | 安條克七世 塞琉古帝國 巴西琉斯 前138年–前129年  | 安條克七世 塞琉古帝國 巴西琉斯 前138年–前129年  | 安條克七世 塞琉古帝國 巴西琉斯 前138年–前129年  | 安條克七世 塞琉古帝國 巴西琉斯 前138年–前129年  | 安條克七世 塞琉古帝國 巴西琉斯 前138年–前129年  |  |  | 安條克六世 塞琉古帝國 巴西琉斯 前144年–前142/1年     | 安條克六世 塞琉古帝國 巴西琉斯 前144年–前142/1年     | 安條克六世 塞琉古帝國 巴西琉斯 前144年–前142/1年     | 安條克六世 塞琉古帝國 巴西琉斯 前144年–前142/1年     | 安條克六世 塞琉古帝國 巴西琉斯 前144年–前142/1年     | 安條克六世 塞琉古帝國 巴西琉斯 前144年–前142/1年     |  |  | 亞歷山大二世 塞琉古帝國 巴西琉斯 前128年–前123年 | 亞歷山大二世 塞琉古帝國 巴西琉斯 前128年–前123年 | 亞歷山大二世 塞琉古帝國 巴西琉斯 前128年–前123年 | 亞歷山大二世 塞琉古帝國 巴西琉斯 前128年–前123年 | 亞歷山大二世 塞琉古帝國 巴西琉斯 前128年–前123年 | 亞歷山大二世 塞琉古帝國 巴西琉斯 前128年–前123年 |  |  |
|                                              |                                              |                                              |                                              |                                              |                                              |  |  |                                                |                                                |                                                |                                                |                                                |                                                |  |  | 2.安息的羅多古娜 安息帝國王中之王 米特里達梯一世之女 | 2.安息的羅多古娜 安息帝國王中之王 米特里達梯一世之女 | 2.安息的羅多古娜 安息帝國王中之王 米特里達梯一世之女 | 2.安息的羅多古娜 安息帝國王中之王 米特里達梯一世之女 | 2.安息的羅多古娜 安息帝國王中之王 米特里達梯一世之女 | 2.安息的羅多古娜 安息帝國王中之王 米特里達梯一世之女 |  |  | 德米特里二世 塞琉古帝國 巴西琉斯 前145年–前138年 | 德米特里二世 塞琉古帝國 巴西琉斯 前145年–前138年 | 德米特里二世 塞琉古帝國 巴西琉斯 前145年–前138年 | 德米特里二世 塞琉古帝國 巴西琉斯 前145年–前138年 | 德米特里二世 塞琉古帝國 巴西琉斯 前145年–前138年 | 德米特里二世 塞琉古帝國 巴西琉斯 前145年–前138年 |  |  | 1.克麗奧佩脫拉·特婭 托勒密六世之女                  | 1.克麗奧佩脫拉·特婭 托勒密六世之女                  | 1.克麗奧佩脫拉·特婭 托勒密六世之女                  | 1.克麗奧佩脫拉·特婭 托勒密六世之女                  | 1.克麗奧佩脫拉·特婭 托勒密六世之女                  | 1.克麗奧佩脫拉·特婭 托勒密六世之女                  |  |  |                                                |                                                |                                                |                                                |                                                |                                                |  |  | 安條克七世 塞琉古帝國 巴西琉斯 前138年–前129年  | 安條克七世 塞琉古帝國 巴西琉斯 前138年–前129年  | 安條克七世 塞琉古帝國 巴西琉斯 前138年–前129年  | 安條克七世 塞琉古帝國 巴西琉斯 前138年–前129年  | 安條克七世 塞琉古帝國 巴西琉斯 前138年–前129年  | 安條克七世 塞琉古帝國 巴西琉斯 前138年–前129年  |  |  | 安條克六世 塞琉古帝國 巴西琉斯 前144年–前142/1年     | 安條克六世 塞琉古帝國 巴西琉斯 前144年–前142/1年     | 安條克六世 塞琉古帝國 巴西琉斯 前144年–前142/1年     | 安條克六世 塞琉古帝國 巴西琉斯 前144年–前142/1年     | 安條克六世 塞琉古帝國 巴西琉斯 前144年–前142/1年     | 安條克六世 塞琉古帝國 巴西琉斯 前144年–前142/1年     |  |  | 亞歷山大二世 塞琉古帝國 巴西琉斯 前128年–前123年 | 亞歷山大二世 塞琉古帝國 巴西琉斯 前128年–前123年 | 亞歷山大二世 塞琉古帝國 巴西琉斯 前128年–前123年 | 亞歷山大二世 塞琉古帝國 巴西琉斯 前128年–前123年 | 亞歷山大二世 塞琉古帝國 巴西琉斯 前128年–前123年 | 亞歷山大二世 塞琉古帝國 巴西琉斯 前128年–前123年 |  |  |
|                                              |                                              |                                              |                                              |                                              |                                              |  |  |                                                |                                                |                                                |                                                |                                                |                                                |  |  |                                                      |                                                      |                                                      |                                                      |                                                      |                                                      |  |  |                                                  |                                                  |                                                  |                                                  |                                                  |                                                  |  |  |                                                     |                                                     |                                                     |                                                     |                                                     |                                                     |  |  |                                                |                                                |                                                |                                                |                                                |                                                |  |  |                                                 |                                                 |                                                 |                                                 |                                                 |                                                 |  |  |                                                      |                                                      |                                                      |                                                      |                                                      |                                                      |  |  |                                                  |                                                  |                                                  |                                                  |                                                  |                                                  |  |  |
|                                              |                                              |                                              |                                              |                                              |                                              |  |  |                                                |                                                |                                                |                                                |                                                |                                                |  |  |                                                      |                                                      |                                                      |                                                      |                                                      |                                                      |  |  |                                                  |                                                  |                                                  |                                                  |                                                  |                                                  |  |  |                                                     |                                                     |                                                     |                                                     |                                                     |                                                     |  |  |                                                |                                                |                                                |                                                |                                                |                                                |  |  |                                                 |                                                 |                                                 |                                                 |                                                 |                                                 |  |  |                                                      |                                                      |                                                      |                                                      |                                                      |                                                      |  |  |                                                  |                                                  |                                                  |                                                  |                                                  |                                                  |  |  |
|                                              |                                              |                                              |                                              |                                              |                                              |  |  | 塞琉古五世 塞琉古帝國 巴西琉斯 前126年         | 塞琉古五世 塞琉古帝國 巴西琉斯 前126年         | 塞琉古五世 塞琉古帝國 巴西琉斯 前126年         | 塞琉古五世 塞琉古帝國 巴西琉斯 前126年         | 塞琉古五世 塞琉古帝國 巴西琉斯 前126年         | 塞琉古五世 塞琉古帝國 巴西琉斯 前126年         |  |  | 1.特里菲娜 埃及國王 托勒密八世之女                   | 1.特里菲娜 埃及國王 托勒密八世之女                   | 1.特里菲娜 埃及國王 托勒密八世之女                   | 1.特里菲娜 埃及國王 托勒密八世之女                   | 1.特里菲娜 埃及國王 托勒密八世之女                   | 1.特里菲娜 埃及國王 托勒密八世之女                   |  |  | 安條克八世 塞琉古帝國 巴西琉斯 前125–前96年      | 安條克八世 塞琉古帝國 巴西琉斯 前125–前96年      | 安條克八世 塞琉古帝國 巴西琉斯 前125–前96年      | 安條克八世 塞琉古帝國 巴西琉斯 前125–前96年      | 安條克八世 塞琉古帝國 巴西琉斯 前125–前96年      | 安條克八世 塞琉古帝國 巴西琉斯 前125–前96年      |  |  | 2.克麗奧佩脫拉·塞勒涅一世 埃及國王 托勒密八世之女   | 2.克麗奧佩脫拉·塞勒涅一世 埃及國王 托勒密八世之女   | 2.克麗奧佩脫拉·塞勒涅一世 埃及國王 托勒密八世之女   | 2.克麗奧佩脫拉·塞勒涅一世 埃及國王 托勒密八世之女   | 2.克麗奧佩脫拉·塞勒涅一世 埃及國王 托勒密八世之女   | 2.克麗奧佩脫拉·塞勒涅一世 埃及國王 托勒密八世之女   |  |  |                                                |                                                |                                                |                                                |                                                |                                                |  |  | 安條克九世 塞琉古帝國 巴西琉斯 前116年–前96年   | 安條克九世 塞琉古帝國 巴西琉斯 前116年–前96年   | 安條克九世 塞琉古帝國 巴西琉斯 前116年–前96年   | 安條克九世 塞琉古帝國 巴西琉斯 前116年–前96年   | 安條克九世 塞琉古帝國 巴西琉斯 前116年–前96年   | 安條克九世 塞琉古帝國 巴西琉斯 前116年–前96年   |  |  | 克麗奧佩脫拉四世 埃及國王 托勒密八世之女             | 克麗奧佩脫拉四世 埃及國王 托勒密八世之女             | 克麗奧佩脫拉四世 埃及國王 托勒密八世之女             | 克麗奧佩脫拉四世 埃及國王 托勒密八世之女             | 克麗奧佩脫拉四世 埃及國王 托勒密八世之女             | 克麗奧佩脫拉四世 埃及國王 托勒密八世之女             |  |  | 安條克·埃庇法涅斯 塞琉古帝國 巴西琉斯 前128年    | 安條克·埃庇法涅斯 塞琉古帝國 巴西琉斯 前128年    | 安條克·埃庇法涅斯 塞琉古帝國 巴西琉斯 前128年    | 安條克·埃庇法涅斯 塞琉古帝國 巴西琉斯 前128年    | 安條克·埃庇法涅斯 塞琉古帝國 巴西琉斯 前128年    | 安條克·埃庇法涅斯 塞琉古帝國 巴西琉斯 前128年    |  |  |
|                                              |                                              |                                              |                                              |                                              |                                              |  |  | 塞琉古五世 塞琉古帝國 巴西琉斯 前126年         | 塞琉古五世 塞琉古帝國 巴西琉斯 前126年         | 塞琉古五世 塞琉古帝國 巴西琉斯 前126年         | 塞琉古五世 塞琉古帝國 巴西琉斯 前126年         | 塞琉古五世 塞琉古帝國 巴西琉斯 前126年         | 塞琉古五世 塞琉古帝國 巴西琉斯 前126年         |  |  | 1.特里菲娜 埃及國王 托勒密八世之女                   | 1.特里菲娜 埃及國王 托勒密八世之女                   | 1.特里菲娜 埃及國王 托勒密八世之女                   | 1.特里菲娜 埃及國王 托勒密八世之女                   | 1.特里菲娜 埃及國王 托勒密八世之女                   | 1.特里菲娜 埃及國王 托勒密八世之女                   |  |  | 安條克八世 塞琉古帝國 巴西琉斯 前125–前96年      | 安條克八世 塞琉古帝國 巴西琉斯 前125–前96年      | 安條克八世 塞琉古帝國 巴西琉斯 前125–前96年      | 安條克八世 塞琉古帝國 巴西琉斯 前125–前96年      | 安條克八世 塞琉古帝國 巴西琉斯 前125–前96年      | 安條克八世 塞琉古帝國 巴西琉斯 前125–前96年      |  |  | 2.克麗奧佩脫拉·塞勒涅一世 埃及國王 托勒密八世之女   | 2.克麗奧佩脫拉·塞勒涅一世 埃及國王 托勒密八世之女   | 2.克麗奧佩脫拉·塞勒涅一世 埃及國王 托勒密八世之女   | 2.克麗奧佩脫拉·塞勒涅一世 埃及國王 托勒密八世之女   | 2.克麗奧佩脫拉·塞勒涅一世 埃及國王 托勒密八世之女   | 2.克麗奧佩脫拉·塞勒涅一世 埃及國王 托勒密八世之女   |  |  |                                                |                                                |                                                |                                                |                                                |                                                |  |  | 安條克九世 塞琉古帝國 巴西琉斯 前116年–前96年   | 安條克九世 塞琉古帝國 巴西琉斯 前116年–前96年   | 安條克九世 塞琉古帝國 巴西琉斯 前116年–前96年   | 安條克九世 塞琉古帝國 巴西琉斯 前116年–前96年   | 安條克九世 塞琉古帝國 巴西琉斯 前116年–前96年   | 安條克九世 塞琉古帝國 巴西琉斯 前116年–前96年   |  |  | 克麗奧佩脫拉四世 埃及國王 托勒密八世之女             | 克麗奧佩脫拉四世 埃及國王 托勒密八世之女             | 克麗奧佩脫拉四世 埃及國王 托勒密八世之女             | 克麗奧佩脫拉四世 埃及國王 托勒密八世之女             | 克麗奧佩脫拉四世 埃及國王 托勒密八世之女             | 克麗奧佩脫拉四世 埃及國王 托勒密八世之女             |  |  | 安條克·埃庇法涅斯 塞琉古帝國 巴西琉斯 前128年    | 安條克·埃庇法涅斯 塞琉古帝國 巴西琉斯 前128年    | 安條克·埃庇法涅斯 塞琉古帝國 巴西琉斯 前128年    | 安條克·埃庇法涅斯 塞琉古帝國 巴西琉斯 前128年    | 安條克·埃庇法涅斯 塞琉古帝國 巴西琉斯 前128年    | 安條克·埃庇法涅斯 塞琉古帝國 巴西琉斯 前128年    |  |  |
|                                              |                                              |                                              |                                              |                                              |                                              |  |  |                                                |                                                |                                                |                                                |                                                |                                                |  |  |                                                      |                                                      |                                                      |                                                      |                                                      |                                                      |  |  |                                                  |                                                  |                                                  |                                                  |                                                  |                                                  |  |  |                                                     |                                                     |                                                     |                                                     |                                                     |                                                     |  |  |                                                |                                                |                                                |                                                |                                                |                                                |  |  |                                                 |                                                 |                                                 |                                                 |                                                 |                                                 |  |  |                                                      |                                                      |                                                      |                                                      |                                                      |                                                      |  |  |                                                  |                                                  |                                                  |                                                  |                                                  |                                                  |  |  |
|                                              |                                              |                                              |                                              |                                              |                                              |  |  |                                                |                                                |                                                |                                                |                                                |                                                |  |  |                                                      |                                                      |                                                      |                                                      |                                                      |                                                      |  |  |                                                  |                                                  |                                                  |                                                  |                                                  |                                                  |  |  |                                                     |                                                     |                                                     |                                                     |                                                     |                                                     |  |  |                                                |                                                |                                                |                                                |                                                |                                                |  |  |                                                 |                                                 |                                                 |                                                 |                                                 |                                                 |  |  |                                                      |                                                      |                                                      |                                                      |                                                      |                                                      |  |  |                                                  |                                                  |                                                  |                                                  |                                                  |                                                  |  |  |
| 塞琉古六世 塞琉古帝國 巴西琉斯 前96年–前94年 | 塞琉古六世 塞琉古帝國 巴西琉斯 前96年–前94年 | 塞琉古六世 塞琉古帝國 巴西琉斯 前96年–前94年 | 塞琉古六世 塞琉古帝國 巴西琉斯 前96年–前94年 | 塞琉古六世 塞琉古帝國 巴西琉斯 前96年–前94年 | 塞琉古六世 塞琉古帝國 巴西琉斯 前96年–前94年 |  |  | 安條克十一世 塞琉古帝國 巴西琉斯 前94年–前93年 | 安條克十一世 塞琉古帝國 巴西琉斯 前94年–前93年 | 安條克十一世 塞琉古帝國 巴西琉斯 前94年–前93年 | 安條克十一世 塞琉古帝國 巴西琉斯 前94年–前93年 | 安條克十一世 塞琉古帝國 巴西琉斯 前94年–前93年 | 安條克十一世 塞琉古帝國 巴西琉斯 前94年–前93年 |  |  | 勞迪絲 ∞ 米特里達梯一世 科馬基尼國王                 | 勞迪絲 ∞ 米特里達梯一世 科馬基尼國王                 | 勞迪絲 ∞ 米特里達梯一世 科馬基尼國王                 | 勞迪絲 ∞ 米特里達梯一世 科馬基尼國王                 | 勞迪絲 ∞ 米特里達梯一世 科馬基尼國王                 | 勞迪絲 ∞ 米特里達梯一世 科馬基尼國王                 |  |  | 腓力一世 塞琉古帝國 巴西琉斯 前94年–前83/75年    | 腓力一世 塞琉古帝國 巴西琉斯 前94年–前83/75年    | 腓力一世 塞琉古帝國 巴西琉斯 前94年–前83/75年    | 腓力一世 塞琉古帝國 巴西琉斯 前94年–前83/75年    | 腓力一世 塞琉古帝國 巴西琉斯 前94年–前83/75年    | 腓力一世 塞琉古帝國 巴西琉斯 前94年–前83/75年    |  |  | 德米特里三世 塞琉古帝國 巴西琉斯 前96年–前87年      | 德米特里三世 塞琉古帝國 巴西琉斯 前96年–前87年      | 德米特里三世 塞琉古帝國 巴西琉斯 前96年–前87年      | 德米特里三世 塞琉古帝國 巴西琉斯 前96年–前87年      | 德米特里三世 塞琉古帝國 巴西琉斯 前96年–前87年      | 德米特里三世 塞琉古帝國 巴西琉斯 前96年–前87年      |  |  | 安條克十二世 塞琉古帝國 巴西琉斯 前87年–前82年 | 安條克十二世 塞琉古帝國 巴西琉斯 前87年–前82年 | 安條克十二世 塞琉古帝國 巴西琉斯 前87年–前82年 | 安條克十二世 塞琉古帝國 巴西琉斯 前87年–前82年 | 安條克十二世 塞琉古帝國 巴西琉斯 前87年–前82年 | 安條克十二世 塞琉古帝國 巴西琉斯 前87年–前82年 |  |  | 安條克十世 塞琉古帝國 巴西琉斯 前95年–前92/88年 | 安條克十世 塞琉古帝國 巴西琉斯 前95年–前92/88年 | 安條克十世 塞琉古帝國 巴西琉斯 前95年–前92/88年 | 安條克十世 塞琉古帝國 巴西琉斯 前95年–前92/88年 | 安條克十世 塞琉古帝國 巴西琉斯 前95年–前92/88年 | 安條克十世 塞琉古帝國 巴西琉斯 前95年–前92/88年 |  |  | 克麗奧佩脫拉·塞勒涅一世 埃及國王 托勒密八世之女      | 克麗奧佩脫拉·塞勒涅一世 埃及國王 托勒密八世之女      | 克麗奧佩脫拉·塞勒涅一世 埃及國王 托勒密八世之女      | 克麗奧佩脫拉·塞勒涅一世 埃及國王 托勒密八世之女      | 克麗奧佩脫拉·塞勒涅一世 埃及國王 托勒密八世之女      | 克麗奧佩脫拉·塞勒涅一世 埃及國王 托勒密八世之女      |  |  |                                                  |                                                  |                                                  |                                                  |                                                  |                                                  |  |  |
| 塞琉古六世 塞琉古帝國 巴西琉斯 前96年–前94年 | 塞琉古六世 塞琉古帝國 巴西琉斯 前96年–前94年 | 塞琉古六世 塞琉古帝國 巴西琉斯 前96年–前94年 | 塞琉古六世 塞琉古帝國 巴西琉斯 前96年–前94年 | 塞琉古六世 塞琉古帝國 巴西琉斯 前96年–前94年 | 塞琉古六世 塞琉古帝國 巴西琉斯 前96年–前94年 |  |  | 安條克十一世 塞琉古帝國 巴西琉斯 前94年–前93年 | 安條克十一世 塞琉古帝國 巴西琉斯 前94年–前93年 | 安條克十一世 塞琉古帝國 巴西琉斯 前94年–前93年 | 安條克十一世 塞琉古帝國 巴西琉斯 前94年–前93年 | 安條克十一世 塞琉古帝國 巴西琉斯 前94年–前93年 | 安條克十一世 塞琉古帝國 巴西琉斯 前94年–前93年 |  |  | 勞迪絲 ∞ 米特里達梯一世 科馬基尼國王                 | 勞迪絲 ∞ 米特里達梯一世 科馬基尼國王                 | 勞迪絲 ∞ 米特里達梯一世 科馬基尼國王                 | 勞迪絲 ∞ 米特里達梯一世 科馬基尼國王                 | 勞迪絲 ∞ 米特里達梯一世 科馬基尼國王                 | 勞迪絲 ∞ 米特里達梯一世 科馬基尼國王                 |  |  | 腓力一世 塞琉古帝國 巴西琉斯 前94年–前83/75年    | 腓力一世 塞琉古帝國 巴西琉斯 前94年–前83/75年    | 腓力一世 塞琉古帝國 巴西琉斯 前94年–前83/75年    | 腓力一世 塞琉古帝國 巴西琉斯 前94年–前83/75年    | 腓力一世 塞琉古帝國 巴西琉斯 前94年–前83/75年    | 腓力一世 塞琉古帝國 巴西琉斯 前94年–前83/75年    |  |  | 德米特里三世 塞琉古帝國 巴西琉斯 前96年–前87年      | 德米特里三世 塞琉古帝國 巴西琉斯 前96年–前87年      | 德米特里三世 塞琉古帝國 巴西琉斯 前96年–前87年      | 德米特里三世 塞琉古帝國 巴西琉斯 前96年–前87年      | 德米特里三世 塞琉古帝國 巴西琉斯 前96年–前87年      | 德米特里三世 塞琉古帝國 巴西琉斯 前96年–前87年      |  |  | 安條克十二世 塞琉古帝國 巴西琉斯 前87年–前82年 | 安條克十二世 塞琉古帝國 巴西琉斯 前87年–前82年 | 安條克十二世 塞琉古帝國 巴西琉斯 前87年–前82年 | 安條克十二世 塞琉古帝國 巴西琉斯 前87年–前82年 | 安條克十二世 塞琉古帝國 巴西琉斯 前87年–前82年 | 安條克十二世 塞琉古帝國 巴西琉斯 前87年–前82年 |  |  | 安條克十世 塞琉古帝國 巴西琉斯 前95年–前92/88年 | 安條克十世 塞琉古帝國 巴西琉斯 前95年–前92/88年 | 安條克十世 塞琉古帝國 巴西琉斯 前95年–前92/88年 | 安條克十世 塞琉古帝國 巴西琉斯 前95年–前92/88年 | 安條克十世 塞琉古帝國 巴西琉斯 前95年–前92/88年 | 安條克十世 塞琉古帝國 巴西琉斯 前95年–前92/88年 |  |  | 克麗奧佩脫拉·塞勒涅一世 埃及國王 托勒密八世之女      | 克麗奧佩脫拉·塞勒涅一世 埃及國王 托勒密八世之女      | 克麗奧佩脫拉·塞勒涅一世 埃及國王 托勒密八世之女      | 克麗奧佩脫拉·塞勒涅一世 埃及國王 托勒密八世之女      | 克麗奧佩脫拉·塞勒涅一世 埃及國王 托勒密八世之女      | 克麗奧佩脫拉·塞勒涅一世 埃及國王 托勒密八世之女      |  |  |                                                  |                                                  |                                                  |                                                  |                                                  |                                                  |  |  |
|                                              |                                              |                                              |                                              |                                              |                                              |  |  |                                                |                                                |                                                |                                                |                                                |                                                |  |  |                                                      |                                                      |                                                      |                                                      |                                                      |                                                      |  |  |                                                  |                                                  |                                                  |                                                  |                                                  |                                                  |  |  |                                                     |                                                     |                                                     |                                                     |                                                     |                                                     |  |  |                                                |                                                |                                                |                                                |                                                |                                                |  |  |                                                 |                                                 |                                                 |                                                 |                                                 |                                                 |  |  |                                                      |                                                      |                                                      |                                                      |                                                      |                                                      |  |  |                                                  |                                                  |                                                  |                                                  |                                                  |                                                  |  |  |
|                                              |                                              |                                              |                                              |                                              |                                              |  |  |                                                |                                                |                                                |                                                |                                                |                                                |  |  |                                                      |                                                      |                                                      |                                                      |                                                      |                                                      |  |  |                                                  |                                                  |                                                  |                                                  |                                                  |                                                  |  |  |                                                     |                                                     |                                                     |                                                     |                                                     |                                                     |  |  |                                                |                                                |                                                |                                                |                                                |                                                |  |  |                                                 |                                                 |                                                 |                                                 |                                                 |                                                 |  |  |                                                      |                                                      |                                                      |                                                      |                                                      |                                                      |  |  |                                                  |                                                  |                                                  |                                                  |                                                  |                                                  |  |  |
|                                              |                                              |                                              |                                              |                                              |                                              |  |  |                                                |                                                |                                                |                                                |                                                |                                                |  |  |                                                      |                                                      |                                                      |                                                      |                                                      |                                                      |  |  | 腓力二世 塞琉古帝國 巴西琉斯 前65年–前64年       | 腓力二世 塞琉古帝國 巴西琉斯 前65年–前64年       | 腓力二世 塞琉古帝國 巴西琉斯 前65年–前64年       | 腓力二世 塞琉古帝國 巴西琉斯 前65年–前64年       | 腓力二世 塞琉古帝國 巴西琉斯 前65年–前64年       | 腓力二世 塞琉古帝國 巴西琉斯 前65年–前64年       |  |  |                                                     |                                                     |                                                     |                                                     |                                                     |                                                     |  |  | 安條克十三世 塞琉古帝國 巴西琉斯 前69年–前64年 | 安條克十三世 塞琉古帝國 巴西琉斯 前69年–前64年 | 安條克十三世 塞琉古帝國 巴西琉斯 前69年–前64年 | 安條克十三世 塞琉古帝國 巴西琉斯 前69年–前64年 | 安條克十三世 塞琉古帝國 巴西琉斯 前69年–前64年 | 安條克十三世 塞琉古帝國 巴西琉斯 前69年–前64年 |  |  | 塞琉古七世 塞琉古帝國 巴西琉斯 前83年–前69年    | 塞琉古七世 塞琉古帝國 巴西琉斯 前83年–前69年    | 塞琉古七世 塞琉古帝國 巴西琉斯 前83年–前69年    | 塞琉古七世 塞琉古帝國 巴西琉斯 前83年–前69年    | 塞琉古七世 塞琉古帝國 巴西琉斯 前83年–前69年    | 塞琉古七世 塞琉古帝國 巴西琉斯 前83年–前69年    |  |  | 貝勒尼基四世 埃及國王 托勒密十二世之女               | 貝勒尼基四世 埃及國王 托勒密十二世之女               | 貝勒尼基四世 埃及國王 托勒密十二世之女               | 貝勒尼基四世 埃及國王 托勒密十二世之女               | 貝勒尼基四世 埃及國王 托勒密十二世之女               | 貝勒尼基四世 埃及國王 托勒密十二世之女               |  |  |                                                  |                                                  |                                                  |                                                  |                                                  |                                                  |  |  |
|                                              |                                              |                                              |                                              |                                              |                                              |  |  |                                                |                                                |                                                |                                                |                                                |                                                |  |  |                                                      |                                                      |                                                      |                                                      |                                                      |                                                      |  |  | 腓力二世 塞琉古帝國 巴西琉斯 前65年–前64年       | 腓力二世 塞琉古帝國 巴西琉斯 前65年–前64年       | 腓力二世 塞琉古帝國 巴西琉斯 前65年–前64年       | 腓力二世 塞琉古帝國 巴西琉斯 前65年–前64年       | 腓力二世 塞琉古帝國 巴西琉斯 前65年–前64年       | 腓力二世 塞琉古帝國 巴西琉斯 前65年–前64年       |  |  |                                                     |                                                     |                                                     |                                                     |                                                     |                                                     |  |  | 安條克十三世 塞琉古帝國 巴西琉斯 前69年–前64年 | 安條克十三世 塞琉古帝國 巴西琉斯 前69年–前64年 | 安條克十三世 塞琉古帝國 巴西琉斯 前69年–前64年 | 安條克十三世 塞琉古帝國 巴西琉斯 前69年–前64年 | 安條克十三世 塞琉古帝國 巴西琉斯 前69年–前64年 | 安條克十三世 塞琉古帝國 巴西琉斯 前69年–前64年 |  |  | 塞琉古七世 塞琉古帝國 巴西琉斯 前83年–前69年    | 塞琉古七世 塞琉古帝國 巴西琉斯 前83年–前69年    | 塞琉古七世 塞琉古帝國 巴西琉斯 前83年–前69年    | 塞琉古七世 塞琉古帝國 巴西琉斯 前83年–前69年    | 塞琉古七世 塞琉古帝國 巴西琉斯 前83年–前69年    | 塞琉古七世 塞琉古帝國 巴西琉斯 前83年–前69年    |  |  | 貝勒尼基四世 埃及國王 托勒密十二世之女               | 貝勒尼基四世 埃及國王 托勒密十二世之女               | 貝勒尼基四世 埃及國王 托勒密十二世之女               | 貝勒尼基四世 埃及國王 托勒密十二世之女               | 貝勒尼基四世 埃及國王 托勒密十二世之女               | 貝勒尼基四世 埃及國王 托勒密十二世之女               |  |  |                                                  |                                                  |                                                  |                                                  |                                                  |                                                  |  |  |

## 註腳
1. ↑  F.W.Walbank，《希臘化世界》，上海人民出版社，ISBN 978-7-208-08903-7  P.111。提到「...塞琉古王朝在各方面形成鮮明的對照。」
2. ↑  Hölbl 2001 第35頁.
3. ↑  Ogden Daniel，1999， 第119頁
4. ↑  Grainger 1997, 54頁
5. ↑  Peter Green, Alexander to Actium: The Historical Evolution of the Hellenistic Age, 1990, p 129
6. ↑  Grainger 1997, 第47頁
7. ↑  Hoover, Oliver D，2007， 第32頁
8. ↑  Hoover, Oliver D，2007， 第34頁
9. ↑  John D. Grainger，1997， 第5頁
10. ↑  阿庇安,Syriaca38  （页面存档备份，存于）
11. ↑  Daniel Ogden，1999，第134頁
12. ↑  Daniel Ogden，1999，第141頁
13. ↑  Polybius 29.27.4
14. ↑  阿庇安, Roman History: Syrian Wars 8.46
15. ↑  Chrubasik, Boris. . Oxford: Oxford University Press. 2016: 162 n. 139. ISBN 9780198786924.
16. ↑  Daniel Ogden，1999，第147頁
17. ↑  Chrubasik 2016，第133–4頁
18. ↑  Chrubasik 2016，第138 n. 58, 139頁
19. ↑  Ogden Daniel，1999， 第149頁
20. ↑  阿庇安，Syr. 11.68
21. ↑  Hoover, Oliver D，2007， 第121頁
22. ↑  Houghton, Lorber & Hoover 2008，第444頁.
23. ↑  阿庇安，Syr. 11.69
24. ↑  優西比烏，《編年史》257 （页面存档备份，存于）
25. ↑  Dodd, Rebecca，2009，第50頁

## 來源
- Glanville Downey. . Princeton University Press. 8 December 2015: 735–736  [2022-05-30]. ISBN 978-1-4008-7773-7. （原始内容存档于2022-06-06）.
- Mehrdad Kia. . ABC-CLIO. 27 June 2016: 287–311  [2022-05-30]. ISBN 978-1-61069-391-2. （原始内容存档于2022-06-06）.
- Ogden, Daniel. . London: Gerald Duckworth & Co. Ltd. 1999: 150. ISBN 07156-29301.
- Hölbl, Gūnther. . Routledge. 2001. ISBN 978-0-06-019439-0.
- Grainger, John D. A Seleukid Prosopography and Gazetteer. Brill, 1997 , ISBN 978-90-04-10799-1
- Dodd, Rebecca.  Coinage and conflict: the manipulation of Seleucid political imagery, University of Glasgow. 2009
- Houghton, Arthur; Lorber, Catherine; Hoover, Oliver D.  1. The 美國錢幣學會. 2008. ISBN 978-0-980-23872-3. OCLC 920225687.
- Chrubasik, Boris. Kings and Usurpers in the Seleukid Empire: The Men who would be King. Oxford: Oxford University Press. 2016. ISBN 9780198786924.
- Oliver D. Hoover.  Coins of the Seleucid Empire in the Collection of Arthur Houghton, Vol II, ACNAC 4 American Numismatic Society 2007 ISBN 978-0897222990

## 外部連結
- Livius （页面存档备份，存于）, The Seleucid Empire （页面存档备份，存于） by Jona Lendering